# 交響曲第75番 (ハイドン)
交響曲第75番 ニ長調 Hob. I:75 は、フランツ・ヨーゼフ・ハイドンが1779年から1781年頃に作曲した交響曲。
ハイドンの生前から人気があり、ヴォルフガング・アマデウス・モーツァルトが大変気に入っていた作品と伝えられ、彼の作品にも影響を与えたといわれている。

## 概要
本作は1780年代初頭にさまざまな出版社によって出版され、1781年にヨハン・ユリウス・フンメル（有名な作曲家のヨハン・ネポムク・フンメルとは無関係）によって「作品18」として第62番、第63番『ラ・ロクスラーヌ』 、第70番、第74番と一緒に出版されている。
また、本作の第2楽章には不気味な話が伝わっており、それはハイドンが最初のイギリス訪問時の1792年3月26日にバーセレモン（Mr. Barthelemon）という人物の演奏会で本作を演奏した際に、「この交響曲のアンダンテ（第2楽章）は自分の死の予告である」という夢を演奏会の前の晩に見たというプロテスタントの牧師が、実際に演奏を聴いた後の4月25日に本当に死んでしまったというものである。このエピソードはハイドン自身が最初のイギリス訪問時に記していた日記にも書かれていたというが、真相は定かではない。

## 編成
フルート、オーボエ2、ファゴット、ホルン2（、トランペット2、ティンパニ）、弦五部。
トランペットとティンパニは後から追加された。

## 曲の構成
全4楽章、演奏時間は約25分。
- 第1楽章 グラーヴェ - プレスト
ニ長調、4分の3拍子 - 4分の4拍子、ソナタ形式。

ハイドンの作品には大変珍しく「グラーヴェ」と指示された荘重な序奏部から始まるが、これはハイドンが「グラーヴェ」と指示した唯一の器楽曲となっている。
続いて、モーツァルトのオペラ『ドン・ジョヴァンニ』の序曲を連想させるような "D-Dis-E" という軽快な第1主題が出現する。展開部は短調ではじまり、かなり劇的な展開を見せる。再現部は提示部とはまるで異なっている。

- 第2楽章 アンダンテ・コン・ヴァリアツィオーニ
ト長調、4分の3拍子、変奏曲形式。
主題と4つの変奏からなり、H.C.ロビンス・ランドンによれば一種の賛歌を旋律に使っているという[2]。
弱音器をつけたヴァイオリンによって主題と第1変奏が演奏される。第2変奏ではじめて管楽器が登場してリズムを刻む。第3変奏はヴァイオリン2本とチェロによるコンチェルティーノを持ち、特に独奏チェロが大活躍する。第4変奏は再び全奏になり、静かに曲を終える。
エレーン・シスマン（英語版）は、モーツァルトが自身の『ピアノ協奏曲第15番 変ロ長調 K. 450』の緩徐楽章を作曲する際に、本作のこの楽章を参考にしたのではないかと推測している[3]。

- 第3楽章 メヌエット：アレグレット - トリオ
ニ長調、4分の3拍子。

- 第4楽章 フィナーレ：ヴィヴァーチェ
ニ長調、2分の2拍子（アラ・ブレーヴェ）、ロンド形式。